# Джерело № 8 (Кобилецька Поляна)
Джерело № 8 — гідрологічна пам'ятка природи місцевого значення. Об'єкт розташований на території Рахівського району Закарпатської області, с. Кобилецька Поляна, ДП «Великобичківське ЛМГ», Середньо-Ріцьке лісництво, урочище Росолово, квартал 20, виділ 57.
Площа — 0,5 га, статус отриманий у 1984 році.